# Heterocallia maculosa
Heterocallia maculosa là một loài bướm đêm trong họ Geometridae.